# پرچم بلگراد
پرچم بلگراد در ۳ فوریه ۱۹۳۱ پذیرفته شد.